# Tetrameriinae
Sous-tribu
Les Tetrameriinae sont une sous-tribu de plantes à fleurs de la famille des Acanthaceae, de la sous-famille des Acanthoideae et de la tribu des Justicieae.
Le genre type de la sous-tribu est Tetramerium.

## Liste des genres
Ancistranthus – Angkalanthus – Anisacanthus – Aphanosperma – Carlowrightia – Cephalophis – Chalarothyrsus – Chlamydocardia – Chorisochora – Clinacanthus – Ecbolium – Fittonia – Gypsacanthus – Henrya – Hoverdenia – Kudoacanthus – Leptostachya – Megalochlamys – Mexacanthus – Mirandea – Pachystachys – Populina – Schaueria – Tetramerium – Thyrsacanthus – Trichaulax – Yeatesia

## Publication originale
- (en) Manzitto‐Tripp E.A., Darbyshire I., Daniel T.F., Kiel C.A. & McDade L.A., 2021. Revised classification of Acanthaceae and worldwide dichotomous keys. Taxon 71(1): 103–153, DOI 10.1002/tax.12600.